# Flynderupgård Museet
Flynderupgård Museet er et kulturhistorisk museum i Espergærde i Nordsjælland. Museet blev oprettet som egnshistorisk museum, da Helsingør Kommune købte Flynderupgård i 1978. Museet består af et demonstrationslandbrug samt en afdeling om Øresundskystens fiskeri og fiskerlejer. Sidstnævnte er en del af Per Christiansens samling, og desuden udstilles Arne Meylings samling af oldsager og etnografisk materiale.

## Historie
Flynderupgaard har siden begyndelsen af 1800-tallet været en lystgård, ejet af byfolk, der havde forpagtere eller forvaltere til at passe selve landbruget. Det udseende, gården har i dag, fik den i tiden 1915-20, hvor en kaffegrosserer ombyggede hovedbygningen og lod de store avlsbygninger opføre. 
Arne Meyling var 1940-1972 lærer ved Espergærde skole. Han havde en stor interesse for historie, især lokalhistorie, og opbyggede en stor historisk samling, der omfattede såvel en betragtelig oldsagssamling, som en samling af nyere etnografisk materiale for især den daværende Tikøb Kommune. Hans samling blev hurtigt så stor, at sognerådet oprettede et lille museum på skolen, som blev statsanerkendt. Meylings udstilling blev en blanding af traditionel genstandspræsentation og større og mindre panoramaer. Blandt museets udstillinger var en komplet bondestue og en komplet fiskerstue – et sidestykke til Nationalmuseets tilsvarende udstilling. Ligeledes lod han lave en tidstavle, der satte Danmarkshistorien ind i tidsmæssig sammenhæng med verdenshistoriske begivenheder. Museet opbyggede desuden en ganske stor samling af malerier, såvel landskabsmalerier som portrætmalerier.

### Nyopstillingen
Da samlingerne blev flyttede til det nye museum, blev opstillingen ændret. I hovedbygningen koncentreredes en oversigtlig udstilling, i hovedsagen opbygget efter tidsmæssige principper og især koncentreret om landbruget. Denne udstilling blev fortrinsvis indrettet i stueetagen, mens 1 sal blev indrettet med kontorer m.m. og der i kælderen blev vist en gammel købmandsforretning samt bondestuen. I en sidebygning, som museet har fået stillet til rådighed, indrettedes en udstilling for fiskeriet.
I 2021 blev Flynderupgård udskilt fra Helsingør Museer og er nu en selvstændig kommunal kulturinstitution med fokus på lystgårdsmiljøet omkring 1920.